# توماس شابرول
توماس شابرول (بالفرنسية: Thomas Chabrol)‏ هو كاتب سيناريو ومخرج وممثل فرنسي، ولد في 24 أبريل 1963 بالدائرة الثامنة في باريس في فرنسا.

## وصلات خارجية
- توماس شابرول على موقع IMDb (الإنجليزية)
- توماس شابرول على موقع قاعدة بيانات الأفلام العربية
- توماس شابرول على موقع ألو سيني (الفرنسية)
- توماس شابرول على موقع أول موفي (الإنجليزية)
- توماس شابرول على موقع قاعدة بيانات الأفلام السويدية (السويدية)
- توماس شابرول على موقع قاعدة بيانات الفيلم (الإنجليزية)
- توماس شابرول على موقع كينوبويسك (الروسية)